# Schambach (Altmühl, Arnsberg)
Die Schambach ist ein Bach von nicht ganz 4 km Länge im Fränkischen Jura, der bei Arnsberg in der Gemeinde Kipfenberg im Landkreis Eichstätt von rechts und Süden in die Altmühl mündet. Es ist der mittlere von drei Altmühlzuflüssen dieses Namens. Sein Tal ist das Arnsberger Schambachtal.

## Name
Das Bestimmungswort Scham- kommt vom althochdeutschen skam 'kurz'. Entsprechend lautet die Bedeutung 'kurzer Bach'.

## Verlauf
Die Hauptquelle der Schambach liegt südlich des Kipfenberger Ortsteils Schambach auf etwa 388 m ü. NHN neben der Kreisstraße aus Böhmfeld im Süden nach Arnsberg (EI 10) am Ende eines breiten und trockenen Obertals, das sich südöstlich noch recht weit aufwärts in zwei Ästen bis in die Nähe von Böhmfeld verfolgen lässt. Wenig südlich der Quelle, die in einen etwa einen halben Kilometer weiter talaufwärts am Steigenfuß der den Gabelungssporn erklimmenden Straße einsetzenden Wasserlauf mündet, befindet sich ein Parkplatz. Ab dieser zieht das Tal, dem von rechts noch zwei weitere Trockentäler und von links eines zulaufen, fast genau nach Norden. Der Bach darin zieht schlingenreich durch eine flache Aue, aus der ihm einige kurze Gräben zumünden. Kurz vor dem Talort Schambach passiert er die Hintermühle, dann den Ort selbst, gleich darauf Loh- und Petermühle, weiter abwärts Forster- und Böllermühle. Kurz darauf mündet die Schambach nach etwa 3,7 km Laufs von rechts und Süden auf etwa 375 m ü. NHN in die Altmühl.
Auf dem ständig wasserführenden Abschnitt folgt der Bach anfangs der Gemeindegrenze von Böhmfeld zu Markt Kipfenberg und wechselt noch vor dem Hauptquellzufluss ganz ins Gebiet von Kipfenberg über. Am Unterlauf grenzt auf etwa dem letzten Kilometer Länge die Gemeinde Walting ans linke Ufer.

## Einzugsgebiet
Die Schambach hat mit 41,9 km² ein für ihre Länge recht großes oberflächliches Einzugsgebiet in der verkarsteten südlichen Frankenalb. Es hat ungefähr die Kontur eines nach Norden zur Mündung auslaufenden konischen Keils einer Länge von etwa 7,5 km Länge und einer Basisbreite im Süden von etwa 9 km. Im nördlichen Bereich laufen länger jenseits der linken Wasserscheide, kürzer jenseits der rechten nur Trockentäler zur Altmühl. Am merklich größeren Teil der Wasserscheide an der Nordostseite grenzt jedoch das Einzugsgebiet des Birktalbachs an, der etwas abwärts in Kipfenberg auf ebenfalls nördlichem Lauf die Altmühl erreicht. Das im Süden außen anliegende Gebiet entwässert über den Manterinbach und seine Vorfluter südöstlich zur Donau. Vor der westlichen Wasserscheide liegen das der Altmühl oberhalb bei Pfünz nordwärts zulaufende Trockentalsystem des Pfünzer Tals, das ebenfalls erst nahe an der Altmühl mit der kurzen Pfünz dauerhaften Abfluss hat.
Die höchsten drei Erhebungen im Einzugsgebiet liegen alle auf Wasserscheiden. Im Waltinger Schlag im Nordwesten liegt das Terrain am Hang auf bis zu etwa 530 m ü. NHN. Die Spitze des Steinbergs bei Biberg an der nordöstlichen Scheide erreicht 520 m ü. NHN, die des Eichelbergs am Südosteck nahe bei Schelldorf 519 m ü. NHN.
Mehr als zwei Drittel der Fläche sind bewaldet. Die offenen Flächen liegen vor allem im Südwesten um Böhmfeld, das ganz innerhalb liegt, und an der Nordostseite um Attenzell, von dem der kleinere Teil zum Birktalbach hin fällt, sowie um Schelldorf, das wieder ganz diesseitig ist. Die Flurbänder in den abwärtigen Tallagen sind nur schmal, die Besiedlung darin beschränkt sich auf die beim Verlauf genannten Orte, jedoch ohne Arnsberg, das schon ganz im Altmühltal liegt.

### BayernAtlas („BA“)
Amtliche Online-Gewässerkarte mit passendem Ausschnitt und den hier benutzten Layern: Lauf und Einzugsgebiet der Schambach

Allgemeiner Einstieg ohne Voreinstellungen und Layer: BayernAtlas der Bayerischen Staatsregierung (Hinweise)
1. 1 2 3  Höhe abgefragt auf dem Hintergrundlayer Amtliche Karte (Rechtsklick).

### Gewässerverzeichnis Bayern („GV“)
1. ↑  Länge nach: Verzeichnis der Bach- und Flussgebiete in Bayern – Flussgebiet Lech bis Naab, Seite 109 des Bayerischen Landesamtes für Umwelt, Stand 2016 (PDF; 2,9 MB) (Seitenzahl kann sich ändern.)
2. ↑  Einzugsgebiet nach: Verzeichnis der Bach- und Flussgebiete in Bayern – Flussgebiet Lech bis Naab, Seite 109 des Bayerischen Landesamtes für Umwelt, Stand 2016 (PDF; 2,9 MB) (Seitenzahl kann sich ändern.)

### Sonstige
1. ↑  Ralph Jätzold: Geographische Landesaufnahme: Die naturräumlichen Einheiten auf Blatt 172 Nördlingen. Bundesanstalt für Landeskunde, Bad Godesberg 1962. → Online-Karte (PDF; 3,9 MB)
2. ↑  Otto Sporbeck, Hansgeorg Schlichtmann: Geographische Landesaufnahme: Die naturräumlichen Einheiten auf Blatt 173 Ingolstadt. Bundesanstalt für Landeskunde, Bad Godesberg 1990. → Online-Karte (PDF; 3,6 MB)
3. ↑  Albrecht Greule: Deutsches Gewässernamenbuch. Walter de Gruyter, Berlin / Boston 2014, ISBN 978-3-11-057891-1, S. 465, „Scham(m)-“ (Auszug in der Google-Buchsuche).